# Кромптон, Боб
Ро́берт Кро́мптон (англ. Robert Crompton; 26 сентября 1879 — 16 марта 1941), более известный как Боб Кромптон — английский профессиональный футболист и футбольный тренер. На протяжении всей своей карьеры выступал за клуб «Блэкберн Роверс» из своего родного города. Также сыграл 41 матч за сборную Англии, из них 22 матча — в качестве капитана сборной.

## Карьера игрока
Кромптон родился в Блэкберне и начал играть за местный клуб «Блэкберн Роверс», за который он выступал с 1896 по 1920 год. Он играл за позиции фулбека. В 1912 и 1914 годах становился чемпионом Англии в качестве капитана «Блэкберна». В сезоне 1915/16 он играл за «Блэкпул» в региональных турнирах, организуемых Футбольной лигой во время войны. На международном уровне Кромптон представлял сборную Англии, проведя за неё 41 матч (это был рекорд, который в 1952 году превзошёл Билли Райт).

## Тренерская карьера
Кромптон был главным тренером «Блэкберн Роверс» с 1926 по 1930 годы, выиграв с клубом Кубок Англии в 1928 году, когда команда одолела в финальном матче «Хаддерсфилд Таун». В сезоне 1935/36 Кромптон тренировал клуб «Борнмут», а в 1938 году вернулся в «Блэкберн». В сезоне 1938/39 он выиграл с клубом Второй дивизион.
Боб Кромптон умер в 1941 году от сердечного приступа прямо во время матча между «Блэкберном» и «Бернли». «Блэкберн» выиграл в этом матче со счётом 3:2.

## Личная жизнь
После завершения карьеры работал инженером-мотористом вместе со своим бывшим одноклубником Уильямом Дэвисом. В 1998 году был включён в список 100 легенд Футбольной лиги. В 2015 году был введён в Зал славы английского футбола. 8 февраля 2019 года был введён в Зал славы «Блэкберн Роверс», став первым игроком, удостоенным такой чести.

## Достижения

### В качестве игрока
Блэкберн Роверс
- Чемпион Первого дивизиона (2): 1911/12, 1913/14

Сборная Англии
- Победитель Домашнего чемпионата:
  - Полноценные победы (4): 1904, 1909, 1911, 1913
  - Разделённые победы (4): 1903, 1906, 1908, 1912

### В качестве тренера
Блэкберн Роверс
- Обладатель Кубка Англии: 1928
- Победитель Второго дивизиона: 1938/39